# Radio France Internationale
Radio France Internationale, més coneguda com RFI, és la xarxa de notícies de ràdio internacional de propietat estatal de França. Amb 37,2 milions d'oients el 2014, és una de les emissores de ràdio internacionals més escoltades del món, juntament amb Deutsche Welle, BBC World Service, Voice of America, Radio Netherlands Worldwide i China Radio International.
RFI emet les 24 hores del dia arreu del món en francès i en 12 idiomes més en FM, ona curta, ona mitjana, satèl·lit i al seu lloc web. És un canal de l'empresa estatal France Médias Monde. La majoria de les transmissions d'ona curta són en francès i hausa, però també inclou algunes hores de suahili, portuguès, mandinka i rus. RFI emet a més de 150 països dels 5 continents. La major part de la seva audiència es concentra a l'Àfrica, representant el 60% de l'audiència total el 2010. A la regió de París, RFI inclou entre 150.000 i 200.000 oients.
L'any 2007, l'audiència era de 46,1 milions d'oients, dividint-se en 27,5 milions a Àfrica, 10,5 milions a l'Orient Mitjà, 4,2 milions a Amèrica, 2,2 milions a Europa i 1,7 milions a Àsia-Oceània.